# 대한민국의 분리배출 표시 제도
대한민국의 분리배출 표시 제도는 대한민국에서 쓰레기를 분리수거할 때 쓰이는 분리배출 제도를 말한다.

## 역사

### 초창기
2002년 개정 이전 당시 분리배출 표시를 할 때 플라스틱은 숫자의 기호별로 분리배출을 해야 하며, 알루미늄은 △모양을, 철은 스틸이라는 기호에 S자 마크를 적용하였으며, 종이나 종이팩의 경우 태극 문양을 쓰였다. 그러나 최초 개정판이 적용되기 전까지는 분리수거를 하는 것 또는 분리배출을 하기에 많이 복잡하거나 모호하게 되는 번거로움이 있었다.

### 2003년 개정
환경부가 2003년 표기 체계를 최초로 개정되었을 당시 '분리배출'이라는 기호가 밑면에, 12종으로 재구성되어 있으며 플라스틱 계열 재질을 숫자 기호나 일련 번호 대신 영문(HDPE, LDPE, PP 등)으로 대체하였으며, 스틸은 철로, 알루미늄은 알미늄으로 각각 대체되었으며 유리가 분리배출 마크에 추가로 적용되었다. 또한 비닐 및 필름 포장재에 대한 분리수거 전면 실시도 이 때부터 적용되었다.

### 2011년 개정
한국환경공단이 분리배출을 하는데 혼란을 야기함에 따라 분리배출을 색다르게 개정되었으나, 종전 12종으로 구성된 분리배출 마크는 7종으로 줄였으며, 이 가운데 PET는 페트로 변경하였고, 알미늄과 철을 '캔류'에 합병하였으며, 'PET'를 제외한 나머지 합성 수지 재질들을 전부 플라스틱 또는 비닐류로 변경되었다. 또한 유리와 종이, 종이팩은 현재와 같으며, 플라스틱이나 비닐류는 밑면에 재질 구성도(PP, PS, PVC, OTHER 등)가 적용되며 캔류 밑에는 알미늄과 철을 각각 적용하게 되었다. 또한 '분리배출'이라는 글귀가 제거되며, 스티로폼의 경우 플라스틱에 표시된다.
분리배출 표시 제도에서 2003년 당시 적용된 이전 분리배출 마크는 18개월간의 유예를 두었으나, 2012년 7월 2일자로 전면 개정하여, 이전 분리배출 마크를 부착하는 제품은 더 이상 만들지 않게 되어, 2012년 6월 중반 이후에 출고된 상품들은 새 분리배출 마크를 달아야 한다. 그래서 이를 어길 경우 해당 업체에게는 최대 300만원 이상의 과태료를 부과하게 된다.

## 같이 보기
- 분리수거